# Stade Beaucairois
Stade Beaucairois là một câu lạc bộ bóng đá Pháp có trụ sở tại Beaucaire, Languedoc-Roussillon. Đội được thành lập vào năm 1908 với tên Beaucaire Olympique.